# Frankie Bones
Frankie Bones (de nombre real Frank Mitchell) es un DJ de techno estadounidense, originario de Nueva York. Es conocido por haber llevado la cultura rave a Estados Unidos después de haber tocado en una fiesta en un hángar en Reino Unido en 1989. Por esto, Frankie Bones es considerado como "el padrino" de la cultura rave estadounidense.
En un momento de su carrera como DJ y productor, tuvo la oportunidad de tocar en un evento para cerca de 5.000 personas en Inglaterra llamado "Energy", invitado gracias a la potencia de sus producciones. Cuando la fiesta tuvo lugar el 26 de agosto de 1989, la audiencia había rebasado completamente las previsiones y al ir Frankie a tocar a la salida del sol podían haberse congregado más de 25.000 ravers. En un momento, comenzó una pelea entre varios asistentes y Frankie se subió a un altavoz gritando a los que peleaban "si no empezáis a mostrar un poco de paz, amor y unidad, os rompo vuestra puta cara". Cuando el hecho fue discutido más adelante en el grupo de correo en Usenet alt.rave, decidió unirse el "respeto" a las tres virtudes de las que Frankie estaba hablando, creándose así el lema raver PLUR: Peace, Love, Unity y Respect (Paz, Amor, Unidad y Respeto). Profundamente conmovido por la experiencia, comenzó en Brooklyn su serie de "storm raves", unos eventos que originalmente sólo contaban con unos pocos centenares de asistentes pero que progresivamente fueron creciendo en popularidad. 
Su hermano, Adam X, es un conocido DJ y productor de techno. Además de él, Frankie Bones, Heather Heart y otros están vinculados al sello discográfico Sonic Groove. Frankie tuvo, junto a Adam y Heather, una tienda de discos del mismo nombre que el sello en Nueva York. La tienda cerró en 2004.

## Discografía seleccionada

### Singles
- B2B (12") – ESP-SUN Records
- Dirty Job (12") – X-Sight Records
- High I.Q. (2x10") – Hyperspace
- In The Socket (12") – ESP-SUN Records
- The Candle EP (12") – High Octane Recordings
- The Mutha Fuckin Good Life (12") – Underground Construction
- The Way U Like It (12") – Bellboy Records
- We Call It Tekkno (12") – Bash Again!
- Baseball Fury (12") – Sonic Groove
- Masters Of The Hardgroove (12") – Hard To Swallow
- My House Is Your House (12") – Bash Again!
- Electrophonic (12") – E Series
- Filthy Dirty Animal Crackers (12") – Blueline Music
- Remains 10 (12") – Remains
- The Falcon Has Landed (12") – Hard To Swallow
- The US Ghetto Selecta (12") – Pro-Jex
- Speedometer EP (12") – Synchronicity Recordings

### Álbumes / DJ mixes
- DJ Techno Mix Vol. 1 (CD) – Beast Records
- Global House Culture Vol. 2 (CD) – ESP-SUN Records
- Computer Controlled (CD) – X-Sight Records
- Dance Madness And The Brooklyn Groove (CD) – BMG
- United DJs Of America Vol. 6 - Frankie Bones - Brooklyn, NY (CD) – Moonshine
- Army Of One (CD) – System Recordings
- Jerry Calliste Jr Prof.File 2: Frankie Bones, Turntable Specialist (CD) (BML) (USA)
- Technolo-G (CD) Roadrunner Records (USA)(1998)
- You Know My Name (CD) Moonshine Music (2000)
- Escape from Brooklyn (CD)